# داريل فان ميخيم
داريل فان ميخيم (بالهولندية: Daryl van Mieghem)‏ (5 ديسمبر 1989 بأمستردام في هولندا - ) هو لاعب كرة قدم هولندي في مركز الوسط. لعب مع نادي إكسلسيور وهيراكليس ألميلو ونادي تلستار ‏ وAmsterdamsche FC ‏.

## روابط خارجية
- داريل فان ميخيم على موقع قاعدة بيانات كرة القدم.إي يو (الإنجليزية)
- داريل فان ميخيم على موقع عالم كرة القدم.نت (الإنجليزية)